# Rally Mediterráneo de 2003
El Rally Mediterráneo de 2003 fue la 13.ª edición del rally y la primera ronda de la temporada 2003 del Campeonato de España de Rally. Se celebró entre el 22 y el 23 de marzo y contó con un itinerario de diez tramos sobre asfalto que sumaban un total de 209,55 km cronometrados.

## Clasificación final
| Pos. | Piloto               | Copiloto               | Automóvil                 | Tiempo  | Diferencia |
| ---- | -------------------- | ---------------------- | ------------------------- | ------- | ---------- |
| 1.   | Dani Solà            | Álex Romaní            | Citroën Saxo S1600        | 2:22:10 | 0.0        |
| 2.   | Sergio Vallejo       | Diego Vallejo          | Fiat Punto S1600          | 2:23:26 | +1:16      |
| 3.   | Miguel Ángel Fuster  | José Vicente Medina    | Citroën Saxo Kit Car      | 2:23:38 | +1:28      |
| 4.   | Enrique García Ojeda | Luisa Raquel Fernández | Peugeot 206 S1600         | 2:24:02 | +1:52      |
| 5.   | Joan Vinyes          | Xavier Lorza           | Peugeot 206 S1600         | 2:24:06 | +1:56      |
| 6.   | Alberto Hevia        | Alberto Iglesias       | Renault Clio S1600        | 2:24:39 | +2:29      |
| 7.   | Eloy Entrecanales    | José Manuel Cobo       | Fiat Punto S1600          | 2:26:24 | +4:14      |
| 8.   | Xavi Pons            | Jordi Mercader         | Mitsubishi Lancer Evo VII | 2:27:11 | +5:01      |
| 9.   | Dani Sordo           | Juan Antonio Castillo  | Mitsubishi Lancer Evo VI  | 2:29:16 | +7:06      |
| 10.  | Sergio López-Fombona | Carlos Del Barrio      | Citroën Saxo Kit Car      | 2:29:58 | +7:48      |